# Partido General Alvarado
General Alvarado ist ein Partido an der Atlantikküste in der Provinz Buenos Aires in Argentinien. Laut einer Schätzung von 2019 hat der Partido 43.744 Einwohner auf 1.677 km². Der Verwaltungssitz ist die Ortschaft Miramar. Der Partido wurde 1891 von der Provinzregierung geschaffen.

## Orte
General Alvarado ist in 5 Ortschaften und Städte, sogenannte Localidades, unterteilt.
- Miramar
- Mar del Sud
- Comandante Nicanor Otamendi
- Mechongué
- Centinela del Mar

## Wirtschaft
Wie viele der Partidos an der Atlantikküste der Provinz Buenos Aires wird die Wirtschaft des Partido General Alvarado vom saisonalen Tourismus dominiert.
Die große Mehrheit der Touristen kommt in der Sommerferienzeit (Dezember–Februar) aus Gran Buenos Aires.